# Lindsgölen
Lindsgölen är en sjö i Mjölby kommun i Östergötland och ingår i Motala ströms huvudavrinningsområde. Sjöns area är 0,016 kvadratkilometer och den befinner sig 166 meter över havet.